# Vama Buzăului, Brașov
Vama Buzăului (în maghiară Bodzavám, în germană Bosauer Zollamt) este satul de reședință al comunei cu același nume din județul Brașov, Transilvania, România.

## Situare geografică
Vama Buzăului se află pe DJ103A, în valea dintre munții Întorsura Buzăului și Ciucaș - Zăgan.

## Economie
În Vama Buzăului se practică activități forestiere, creșterea animalelor, agroturismul și ecoturismul.
- Dezvoltare rurală:

- exploatații agricole și suprafața cultivată  9/ 1,09 ha
- unități de cercetare și producție  0
- Efective de animale în gospodăriile populației, pe specii:

- bovine   1670 cap.
- porcine  1480 cap.
- cabaline   180 cap.
- ovine     6927 cap.
- caprine    138 cap.

## Turism
În apropierea satului se află masivul Ciucaș, pe suprafața teritorială a căruia se află rezervație naturală Tigăile din Ciucaș și formațiunea megalitică Sfinxul Bratocei. 
În arealul Munților Ciucaș este semnalată prezența acvilei de munte (Aquila chrysaetos), o pasăre de pradă din familia Accipitridae.